# 沈迈克
沈迈克（英語：Michael Schoenhals，1953年1月23日—）是瑞典汉学家，专门研究现代中国社会。是马悦然的学生，现为隆德大学教授。

## 著作
- 《跃进式的社会主义：毛泽东与1958年的大跃进》（1987年）
- 《中国政治言行五论》（1992年）
- 《中国文化大革命，1966-1969年：不是请客吃饭》（1996）
- 《毛泽东最后的革命》（2006），与马若德合著
- 《用间为民：毛泽东的秘密特情，1949-1967》（2012）